# Fjord (kommune)
 Ikke at forveksle med Fjord.
Fjord er en kommune på Sunnmøre i Møre og Romsdal fylke i Norge der blev oprettet 1. januar 2020 da kommunerne Norddal og Stordal blev lagt sammen. Da de to oprindelige kommuner ikke har forbindelse med hinanden over land, blev det vurderet at overføre Liabygda i Stranda kommune, men det blev skrinlagt da indbyggerne her ikke ønskede det. Højeste punkt er Puttegga der er 1.999,2 moh.

## Navn
Navnet Fjord har ingen historisk forankring som geografisk navn i kommunen, og er taget efter landformen fjord. Kommunen udtalte at det var for at drive søgemaskineoptimering overfor Google som lå bag valget af kommunenavnet. Språkrådet kritiserede kommunenavnet og udtalte at «fjord er et alment ord som er blevet gjort til et kommunenavn; dette gik vi klart imod». Sprogrådet udtalte også at det er et vigtigt princip at kommunenavne skal bygge på navne med historisk forankring som kommunenavn eller navn på større områder på det aktuelle sted, og at «det er klart uheldigt om man bare finner på et navn». Professor i navneforskning Tom Schmidt udtalte at navnet ikke er præcist nok; der findes jo så mange fjorde».